# Hoholitna
La rivière Hoholitna est un cours d'eau d'Alaska, aux États-Unis situé dans la région de recensement de Bethel. C'est un affluent de la Holitna elle-même affluent du fleuve Kuskokwim.

## Description
Longue de 165 milles (266 km), elle prend sa source dans le lac Whitefish, et coule en direction du nord-ouest vers la rivière Holitna  à 13 milles (21 km) de son confluent avec le fleuve Kuskokwim à 14 milles (23 km) au sud de Sleetmute.
Son nom, qui est la prononciation de son nom indien, a été référencé en 1914 par R.H. Sargent de l'United States Geological Survey.